# Hyperaspidius ploribundus
Hyperaspidius ploribundus är en skalbaggsart som först beskrevs av Nunenmacher 1911.  Hyperaspidius ploribundus ingår i släktet Hyperaspidius och familjen nyckelpigor. Inga underarter finns listade i Catalogue of Life.